# 倉世春
倉世 春（くらせ はる、1975年5月11日 - ）は少女小説家、薬剤師。

## 経歴
青森県出身・在住。北海道薬科大学卒業。コバルト文庫のデビュー作は、「祈りの日」（2002年度ロマン大賞佳作）。
特技はカーナビを使って道に迷うこと。童話のようなあらすじのストーリー等、低年齢向けの作品をよく書くが、デビュー作は原発事故を背景とした社会派的な作品であった。
その後「しらせはる」に改名し、コバルト文庫やシフォン文庫で活動している。

## 作品リスト

### 「鏡のお城のミミ」シリーズ
（挿絵：水谷悠珠）完結済
- 鏡のお城のミミ　～カンタン王国の大冒険～ ISBN 4086002663
- 鏡のお城のミミ　山賊たちにご用心！ ISBN 4086002930
- 鏡のお城のミミ　幸せの村へようこそ ISBN 408600335X
- 鏡のお城のミミ　さまよう恋のメヌエット ISBN 4086003708
- 鏡のお城のミミ　姫将軍と黄金の王子 ISBN 4086004054
- 鏡のお城のミミ　やさしい花嫁のすすめ ISBN 408600447X
- 鏡のお城のミミ　子供たちの夢と目覚め ISBN 4086004933
- 鏡のお城のミミ　異国の素敵な空のした ISBN 4086005336
- 鏡のお城のミミ　凍える夜に咲く花は ISBN 4086005727
- 鏡のお城のミミ　陰の王者と陽の踊り ISBN 4086006170
- 鏡のお城のミミ　乙女はゆりかごを揺らして ISBN 4086006537
- 鏡のお城のミミ　遠いひとへの贈りもの ISBN 4086007088
- 鏡のお城のミミ　小さな恋の種まいて ISBN 4086008297
- 鏡のお城のミミ　愛される道のゆくえ ISBN 978-4086008891
- 鏡のお城のミミ　はるかな王国に寄せて ISBN 978-4086010269
- 鏡のお城のミミ　ニセモノ騎士に祝福を ISBN 978-4086011051

### 「古城ホテル」シリーズ
（挿絵：吉原世）
- 古城ホテル　フリューリングスハウフのおもちゃ箱 ISBN 4086007509
- 古城ホテル　ナハトマールのあやつり人形 ISBN 4086007894
- 古城ホテル　幻のフロイライン ISBN 4086008688

### 「姫様オーバードライヴ!」シリーズ
（挿絵：常盤永）
- 姫様オーバードライヴ! プリンセスは大統領!? ISBN 408601002X
- 姫様オーバードライヴ! 秘密の塔は恋の罠 ISBN 4086010550

### 「女神の旋律」シリーズ
（挿絵：小島榊）完結済
- 女神の旋律 足枷の姫とアルスミッドの旅芸人 ISBN 9784086011280
- 女神の旋律 風の牢獄とヴィエンの子供 ISBN 9784086011624
- 女神の旋律 スォーノの歌と永遠の世界 ISBN 9784086012003

### 「白薔薇と吸血鬼」シリーズ
（挿絵：蘭蒼史）
- 白薔薇と吸血鬼 ISBN 978-4086012706
- 吸血鬼とまぼろしの舞踏会 ISBN 978-4086013017

### その他
- 祈りの日 （挿絵：穂波ゆきね） ISBN 4086001896
- ライムライト（第92回コバルト短編小説新人賞佳作）
- 天女と狼男（挿絵：蘭蒼史） ISBN 978-4086012430
- ルーの黄金の環 棄てられ王女とドルイドの魔法（挿絵：藤井迦耶） ISBN 978-4086013604